# Lycée no 4 de Moscou

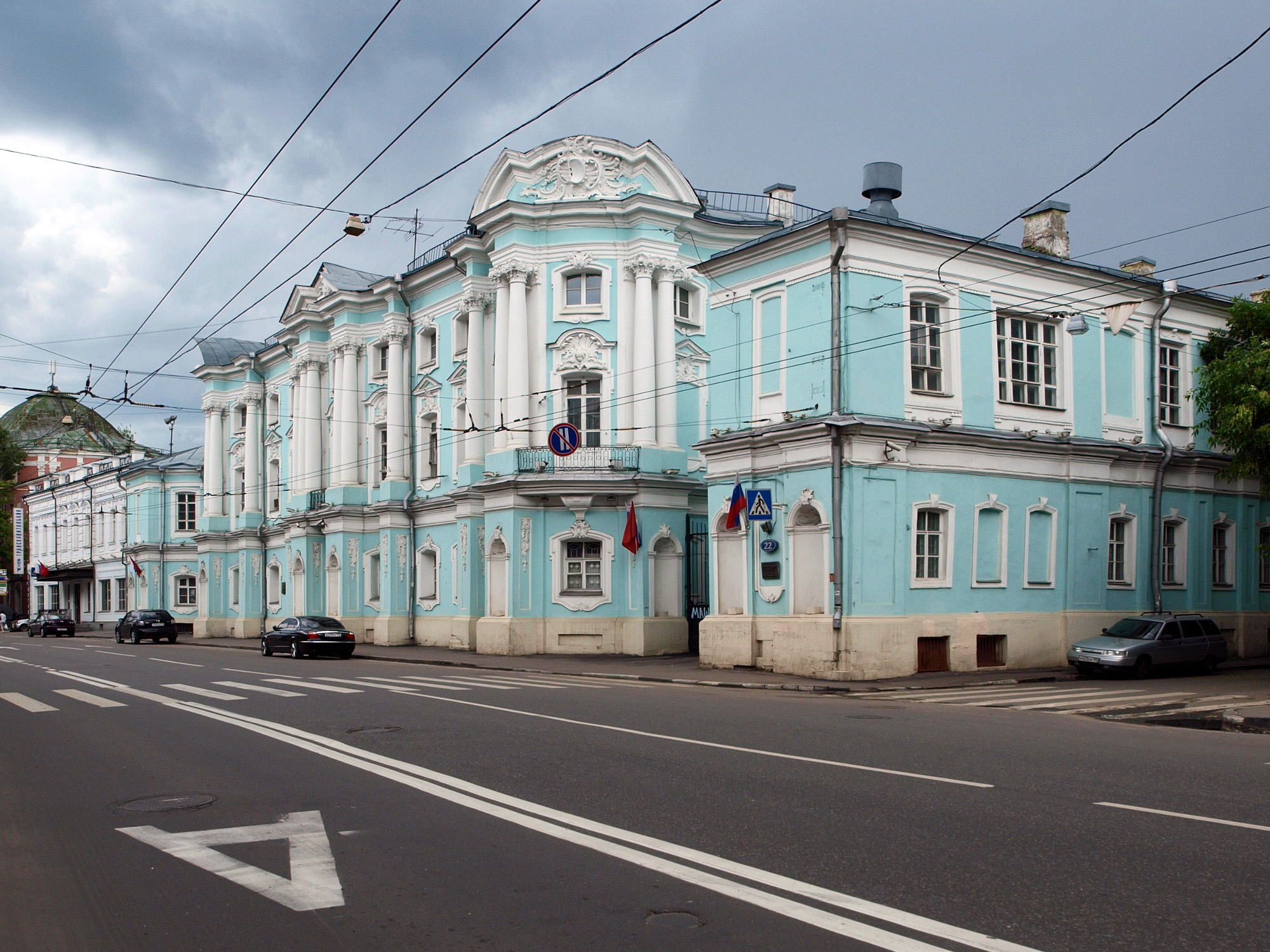
Façade de l'ancien lycée aujourd'hui.

Le lycée no 4 (en russe : 4-я Московская гимназия) est un ancien lycée prestigieux de garçons (gymnasium ou guimnazia en russe) de l'époque impériale, situé à Moscou. Il a été fondé en 1849.

## Historique
Lorsque l'institut de la noblesse, pension réputée de Moscou, ferme ses portes pour former le deuxième corps de cadets, la nécessité d'offrir un enseignement secondaire aux garçons demeurant dans les quartiers ouest élégants s'impose. Le nouveau lycée est fondé le 1er juin 1849 par Nikolaï Konchine et s'installe d'abord dans la maison Pachkov. Il comporte sept classes au début avec 146 élèves, pour la plupart issus de familles de la noblesse (115 garçons), dont 81 sont pensionnaires. L'équipe pédagogique est constituée d'un directeur, d'un inspecteur, d'un professeur de droit, de dix professeurs (dont 7 agrégés), d'un professeur de dessin et d'écriture cursive, et de deux préfets pour la pension.
L'année 1849 est celle d'une réforme dans tout l'Empire des lycées qui sont désormais partagés en petits lycées pour les premières classes d'enseignement secondaire classique et général et en grands lycées pour les grandes classes avec un enseignement spécialisé.
Dans les trois premières classes, les élèves étudient les sciences, le russe, les mathématiques, l'histoire, la géographie, l'allemand et le français, le dessin et l'écriture cursive, le catéchisme; dans les quatre grandes classes, les matières étudiées sont le russe, les mathématiques, le droit, la philosophie, la littérature, la physique-chimie et des matières spécialisées, comme l'économie, l'esthétique, la psychologie. Pour la préparation à l'entrée à l'université les lycées classiques donnent aussi, comme en Europe à l'époque, des cours de latin (pour tous) et de grec (pour ceux se préparant à des filières littéraires).
En 1854, le nombre d'élèves atteint 323. En 1861, le lycée déménage dans l'ancien hôtel particulier des princes Troubetskoï, rue Pokrovka (de l'Intercession), une des rues les plus élégantes de Moscou. Il comporte une chapelle à l'étage supérieur du corps de bâtiment principal. En 1864, une nouvelle réforme divise les lycées de trois sortes, de la même manière que les lycées en Europe: il existe désormais trois filières: les lycées classiques avec étude du latin et du grec, les lycées classiques avec étude du latin et les lycées modernes, sans étude du grec et du latin. Le lycée no 4 entre alors dans la première catégorie.
Le lycée compte 480 élèves en 1882 et 442 en 1898. Les élèves issus de familles de la noblesse comptent alors 50 % du total.

## Élèves fameux
- Vladimir Chimkevitch (1858-1923), zoologue et académicien
- Nikolaï Joukovski (1847-1921), fondateur des sciences hydro et aérodynamiques russes
- Dmitri Kojevnikov (1858-1882), botaniste
- Vladimir Minorski (1877-1966), orientaliste kurdologue et iranologue
- Savva Morozov (1862-1905), industriel et mécène
- Richard Schröder (1867-1944), agronome
- Vladimir Yourkevitch (1885-1964), architecte naval
- Paul Vinogradoff (1854-1925), spécialiste de droit comparé

## Directeurs
- 1849-1850 Nikolaï Mikhaïlovitch Konchine
- 1851-1858 baron Alexandre von Reichel
- 1858-1873 Piotr Mikhaïlovitch Kopossov
- 1874-1880 Oskar Goebel
- 1881-1887 Alexandre Grigorievitch Novossiolov
- 1887-1896 Lev Stanislavovitch Koultchitski
- 1896-? Dmitri Alexeïevitch Sokolov

## Source
- (ru) Cet article est partiellement ou en totalité issu de l’article de Wikipédia en russe intitulé « 4-я Московская гимназия » (voir la liste des auteurs).

1. ↑  Pour laisser la place au musée Roumiantsev